# 데이터그램 혼잡 제어 프로토콜
DCCP(Datagram Congestion Control Protocol, 데이터그램 혼잡 제어 프로토콜)는 메시지 지향적인 전송계층 통신 프로토콜이다.

## 같이 보기
- 스트림 제어 전송 프로토콜